# 538 a.C.

## Eventos
- Ciro, o Grande, permite que os judeus da Babilônia retornem a Jerusalém .